# Stara Olszówka
Stara Olszówka – wieś w Polsce, położona w województwie świętokrzyskim, w powiecie jędrzejowskim, w gminie Wodzisław.
| SIMC    | Nazwa    | Rodzaj     |
| ------- | -------- | ---------- |
| 1016523 | Jannopol | przysiółek |
| 0279605 | Kolonia  | kolonia    |

W Olszówce 300 lat temu posiadała dworek Anna Remiszowska żona Jana Chryzostoma Paska, a dziś znajduje się tam murowana kaplica. 
Przy drodze umieszczono tablicę pamiątkową z napisem: "W latach 1667–1688 mieszkał tu i tworzył Jan Chryzostom Pasek".  Pamiętnikarz mieszkał w Starej Olszówce będąc dzierżawcą Klucza Olszowskiego należącego do Ordynacji Myszkowskich.
Na północ od pomnika płynie rzeczka Mozgawa, nad którą Pasek przechadzał się ze swoją oswojoną wydrą, i którą to wydrę oddał potem w darze królowi polskiemu Janowi III Sobieskiemu.

W latach 1975–1998 miejscowość administracyjnie należała do województwa kieleckiego.